# Cheșereu
Cheșereu (węg. Érkeserű) – wieś w Rumunii, w okręgu Bihor, w gminie Cherachiu. W 2011 roku liczyła 1047 mieszkańców.